# Netelia parvula
Netelia parvula là một loài tò vò trong họ Ichneumonidae.